# Teatro Pier Paolo Pasolini (Salerno)
Il teatro Pier Paolo Pasolini (prima cinema Diana e fino al 1945 casa del Balilla) è un edificio progettato da Giuseppe Giuia e ubicato a Salerno in lungomare Trieste, esempio di architettura razionalista.

## Storia e descrizione

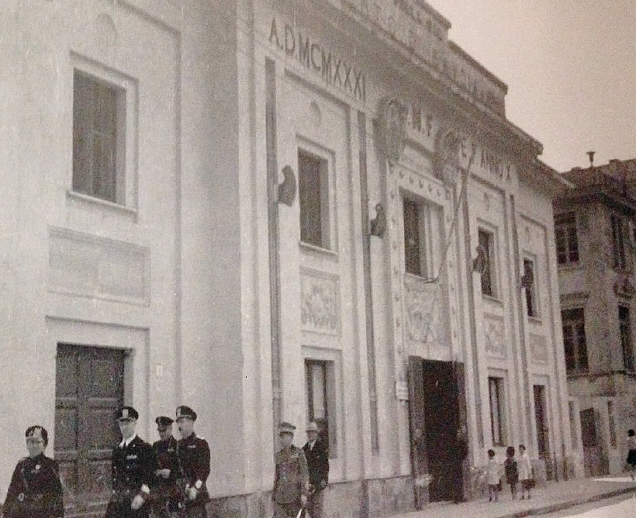
Una foto d'epoca della Casa del Balilla

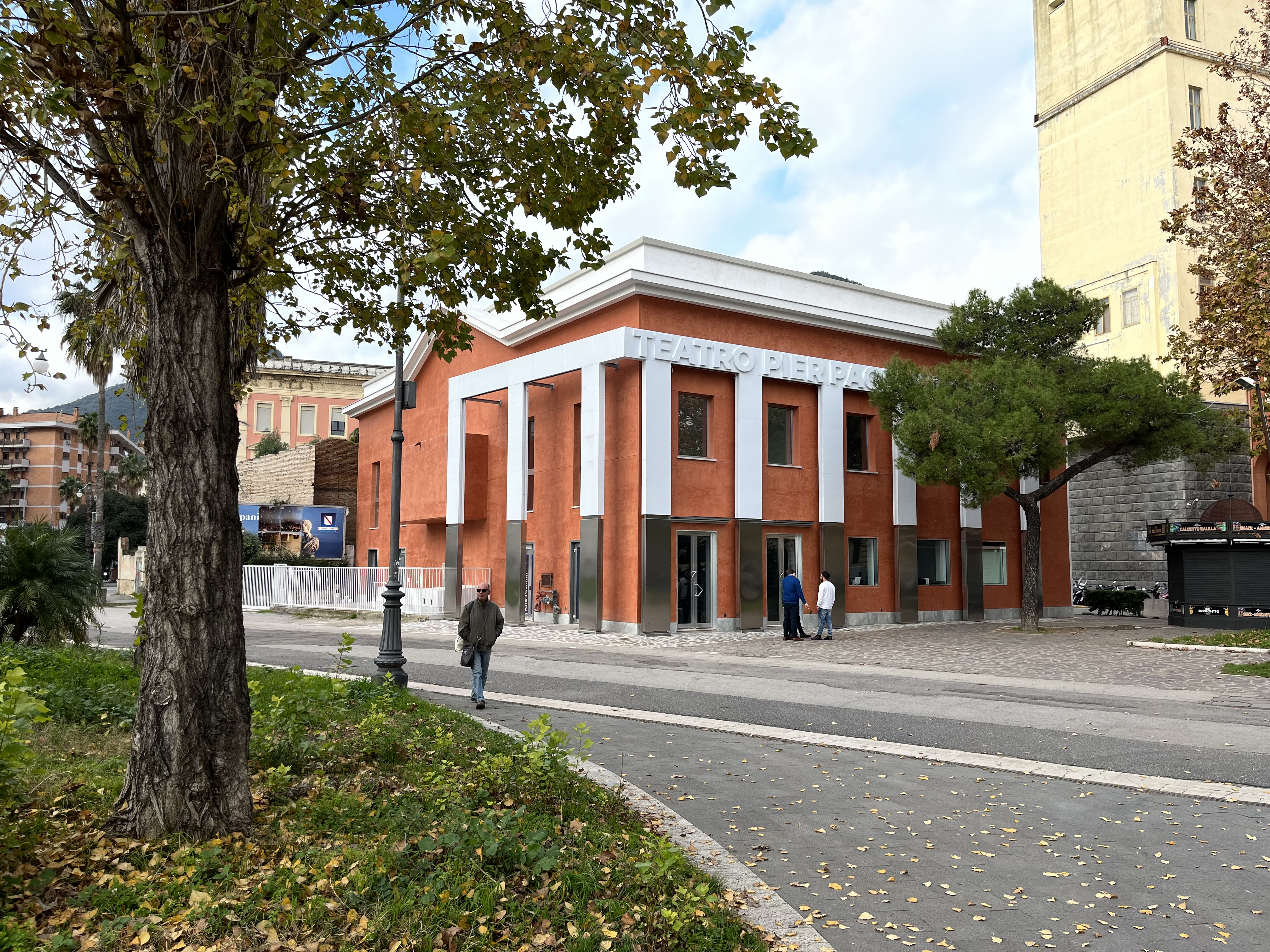
Il retro del restaurato teatro Pasolini

Il Comitato Provinciale Salernitano dell'Opera Nazionale del Balilla, agli inizi degli anni trenta, decise di demolire ed ampliare i locali del cinema Savoia, per costruire la sede salernitana della casa del Balilla. L'area interessata era quella risultante dai lavori di ampliamento e bonifica della spiaggia realizzati nel primo decennio del secolo, sulla quale erano sorti l'Edificio Scolastico Occidentale, nel 1914, e la casa del Combattente, nel 1925. Il progetto e la direzione dei lavori vennero affidati all'ing. Giuseppe Giua, già autore del progetto, non realizzato, della Casa del Mutilato; mentre la costruzione venne data in appalto all'impresa Cesare Giovagnoni di Napoli, che qualche anno più tardi costruirà anche il palazzo delle Poste. Nel dicembre del 1930 i lavori di demolizione e ricostruzione erano già iniziati. L'intento era quello di ampliare e dare un carattere polivalente alla sala centrale che, di volta in volta, sarebbe dovuta diventare: una palestra per le attività sportive, una sala cinematografica, una sala per le conferenze ed un luogo coperto per le adunate. L'opera venne realizzata con i contribuiti dei collegi privati della città, ben 10 lire per ogni alunno iscritto, e con i fondi raccolti per le nozze del principe Umberto di Savoia, a cui la sede venne intitolata. L'edificio, ampliato e con una nuova veste ricca di fregi, scudi reali e figurazioni, venne inaugurato la vigilia di Natale del 1931, proprio dal principe e dalla sua consorte che tagliarono il nastro di passaggio a Salerno.
Nella seconda metà del novecento l'edificio ha subito diverse modifiche, prima con la cancellazione dei simboli del regime fascista, poi per adattarlo a sala cinematografica a luci rosse con il nome di cinema Diana ed infine per insediarvi vari uffici regionali. Negli anni novanta ha anche rischiato di essere demolito. La regione Campania, proprietaria dell'edificio, ha concesso al comune di Salerno l'uso della sala centrale e del piano terra del corpo di fabbrica ad est. Nel 2008 partono i lavori di ristrutturazione dell'edificio, divisi in tre lotti funzionali, con l'obiettivo di trasformarlo in una sala polifunzionale teatrale-cinematografica. Dopo la conclusione dei lavori strutturali facenti parte del primo lotto, nel 2013 è appaltato il secondo lotto riguardante l'allestimento della sala, i cui lavori sono stati conclusi il 5 maggio 2015. Nel febbraio 2015 è approvato il progetto per il rifacimento delle facciate dell'edificio che, redatto dallo studio salernitano ASNOVA, prevede il recupero del vecchio aspetto della struttura. I lavori di restyling del Teatro Pasolini sono stati completati a gennaio del 2023.